# Anochetus longus
Anochetus longus (лат.) — вид муравьёв рода Anochetus из подсемейства Ponerinae (Formicidae). Китай (Fangchenggang, Guangxi).

## Описание
Длина тела от 8,35 до 8,59 мм, длина головы (HL) от 1,88 до 1,89 мм, ширина головы 1,5 мм. От близких видов отличается гладкими и блестящими боками пронотума, блестящим мезонотумом. Основная окраска от желтовато-коричневая. Мандибулы прямые, прикрепляются у середины переднего края головы, капкановидно открываются на 180 градусов, равны половине длины головы и несут 3 вершинных длинных зубца (зубчики на жевательном крае отсутствуют). Усики 12-члениковые у рабочих и самок и 13-члениковые у самцов. Нижнечелюстные щупики состоят из 4 сегментов. Стебелёк состоит из одного членика петиоля. Жало развито.
Вид был впервые описан в 2019 году группой китайских мирмекологов (Zhilin Chen, Zhigang Yang, Shanyi Zhou).